# 삼선중학교
삼선중학교(三仙中學校)는 대한민국 서울특별시 성북구 동소문동4가에 있는 공립 중학교이다.

## 학교 연혁
- 1960년 2월 19일 : 삼선중·고등학교 신설 인가
- 1960년 5월 3일 : 현 교사에서 개교
- 1960년 5월 26일 : 제1대 심태진 교장 취임
- 1961년 4월 25일 : 문교부에서 21학급 인가
- 1962년 10월 31일 : 후관 15교실 증축
- 1965년 6월 5일 : 과학관 준공
- 1966년 12월 30일 : 체육관 준공
- 1969년 12월 31일 : 본관4층 4교실 증축
- 1971년 3월 1일 : 삼선중·고등학교에서 삼선중학교로 분리
- 1986년 2월 11일 : 법정 학급 수 일반학급 41학급, 특수학급 1학급 개편
- 2021년 1월 12일 : 제59회 154명 졸업(총 34,445명)
- 2022년 3월 1일 : 제26대 홍난희 교장 취임
- 2023년 1월 4일 : 제61회 137명 졸업

## 참고 자료
- 삼선중학교 - 한국교육학술정보원 학교알리미